# 桥东镇 (丰城市)
桥东镇，是中华人民共和国江西省宜春市丰城市下辖的一个乡镇级行政单位。

## 行政区划
桥东镇下辖以下地区：
桥东社区、象牙村、展山村、路边村、明星村、蓝田村、栗花村、株桥村、葛塘村、朱坊村、上青村、下青村、上车村、七里村、杜坊村、前进村、丁桥村、盛家村、南山村、观建村、东岸村和更新村。